# Исачёв, Александр Анатольевич
Алекса́ндр Анато́льевич Исачёв (бел. Алякса́ндр Анато́льевіч Ісачо́ў; 11 11 января 1955, Озаричи, Гомельская область — 5 декабря 1987 или 1986) — советский художник, график.

## Биография
Родился 11 января 1955 года в городском посёлке Озаричи Калинковичского района Гомельской области Белорусской ССР. 
Позже семья переехала в город Речицу Гомельской области. С 5-го по 8-й класс учился в Республиканской школе-интернате по музыке и изобразительному искусству для одарённых детей в Минске. Несмотря на отличные оценки по изобразительному искусству, был отчислен из школы за несоблюдение правил — покрасил волосы в рыжий цвет. Вернувшись в Речицу, получил среднее образование в речицкой вечерней школе рабочей молодёжи и стал работать в ремонтно-строительном управлении.
В начале 1973 года уехал в Ленинград. Участвовал в двух выставках ленинградских художников нетрадиционных направлений (1974, 1975).
Творчество можно разделить на два периода:
- 1973 год — 1-я половина 1975 г. — период становления; художник знакомится с ленинградскими художниками-авангардистами и с живописью, в работах просматриваются сюрреалистические и абстрактные мотивы;
- с 1975 года в работах Исачёва стала проявляться классическая манера; он освоил технику гладкого лессировочного письма, ориентировался на классических европейских мастеров живописи; основными сюжетами его работ были библейские, он начал увлекаться востоковедением, изучал мифы народов мира, поэзию Индии, Китая и Японии.

11 ноября 1987 года состоялась его первая персональная выставка, в Речице, которую посетило 20 тысяч человек. Менее чем через месяц художник скончался от сердечного приступа.
За свою жизнь А. Исачёв создал около 500 картин, большинство из которых были вывезены в Швецию, Германию, Францию, Израиль и США. Часть картин была похищена у вдовы художника. В серии «Новое слово в живописи» 2-го сезона телесериала «Улицы разбитых фонарей» роль картин художника Владимира Васильева сыграли картины Александра Исачёва, предоставленные для съёмок петербургским коллекционером Георгием Михайловым.
Похоронен в Речице.
В 2007 году в издательстве «Книгосбор» вышел альбом Александра Исачёва, в котором наиболее полно представлены его работы — 340 репродукций живописи, 185 графики, 40 икон и 26 миниатюр.
В 2015 году картинной галерее в г. Речица присвоено имя Александра Исачёва.

## Семья
Жена — Наталья Николаевна. Сын Ярослав, геофизик, художник и писатель. Дочь Мария, учитель немецкого языка. Живут в Речице.

## Память
- Картинная галерея имени Александра Исачёва в г. Речица — филиал Речицкого краеведческого музея[6].